# Thánh sử Gioan
Thánh sử Gioan (theo cách gọi của Công giáo) hoặc Giăng (theo cách gọi của Tin lành)  (tiếng Hy Lạp: Ιωάννης) là tên gọi mà truyền thống Kitô giáo đặt cho người viết sách Phúc Âm Gioan. Biểu trưng của ông là đại bàng. Truyền thống cho rằng Gioan Thánh sử, Gioan Tông đồ và Gioan đảo Patmos là cùng một người. Tuy nhiên, một số học giả hiện đại cho rằng Gioan Tông đồ, Gioan viết Phúc âm và Gioan viết Khải huyền có thể không phải là cùng một người.